# Witalij Łarin
Witalij Filippowicz Łarin (ros. Виталий Филиппович Ларин, ur. 1895, zm. 1937) – radziecki działacz partyjny.

## Życiorys
Od 1915 członek SDPRR(b), od 31 maja 1924 do 26 stycznia 1934 członek Centralnej Komisji Kontrolnej RKP(b)/WKP(b), 1927 kierownik Grupy Ludowego Komisariatu Inspekcji Robotniczo-Chłopskiej ZSRR. Od 1929 do kwietnia 1931 przewodniczący Północnokaukaskiej Krajowej Komisji Kontrolnej WKP(b), od kwietnia 1931 do grudnia 1932 II sekretarz Północnokaukaskiego Krajowego Komitetu WKP(b), od grudnia 1932 do stycznia 1934 przewodniczący Komitetu Wykonawczego Północnokaukaskiej Rady Krajowej w Rostowie nad Donem, od stycznia 1934 do czerwca 1937 przewodniczący Komitetu Wykonawczego Azowsko-Czarnomorskiej Rady Krajowej. Odznaczony Orderem Lenina (20 grudnia 1935).
W 1937 aresztowany i uwięziony. Został zabity w więzieniu.